# 모노군 (미야기현)

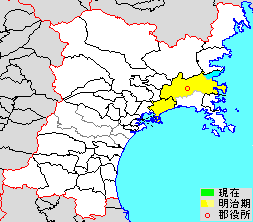
미야기현 모노군의 위치(하늘색:후에 다른 군에서 편입한 구역)

모노군 (桃生郡)은 미야기현 (무쓰국·리쿠젠국)에 설치되었던 군이다.

## 군역
1878년 행정 구역으로 발족 당시의 군역은,  히가시마쓰시마시 및 이시노마키시의 일부에 해당한다.

## 역사
- 1878년 10월 21일 - 군구정촌 편제법이 미야기현에서 시행되면서, 행정 구역으로서의 모노군이 발족.

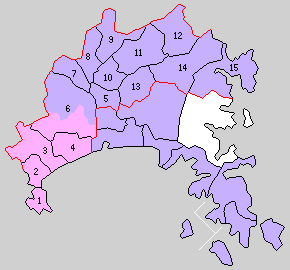
1.미야토촌 2.노비루촌 3.오노촌 4.다카기촌 5.가노마타촌 6.후카야촌 7.마에야치촌 8.나카쓰야마촌 9.모노촌 10.오야치촌 11.이노가와촌 12.하시우라촌 13.후타마타촌 14.오카와촌 15.이소하마촌 (보라:이시노마키시 분홍:히가시마쓰시마시)

- 1889년 4월 1일 - 정촌제 시행으로, 아래의 정촌이 발족. 따로 적은 경우 외는 현 이시노마키시.(15촌)
  - 미야토촌(宮戸村): 현 히가시마쓰시마시
  - 노비루촌(野蒜村): 현 히가시마쓰시마시
  - 오노촌(小野村): 현 히가시마쓰시마시
  - 다카기촌(鷹来村): 현 히가시마쓰시마시
  - 가노마타촌(鹿又村)
  - 후카야촌(深谷村): 현 이시노마키시, 히가시마쓰시마시
  - 마에야치촌(前谷地村)
  - 나카쓰야마촌(中津山村)
  - 모노촌(桃生村)
  - 오야치촌(大谷地村)
  - 이노가와촌(飯野川村)
  - 하시우라촌(橋浦村)
  - 후타마타촌(二股村)
  - 오카와촌(大川村)
  - 이소하마촌(十五浜村)
- 1896년 4월 1일 - 후카야촌이 폐지됨. 오시오촌(大塩村)·아카이촌(赤井村)·기타촌(北村)·스에촌(須江村)·히로부치촌(広淵村)으로 분리됨.(19촌)
- 1901년 3월 26일 - 이노가와촌이 정제 시행으로 이노가와정(飯野川町)이 됨.(1정 18촌)
- 1912년 12월 1일 - 후타마타촌(二股村)이 개칭하여 후타마타촌(二俣村)이 됨.
- 1940년 4월 1일 - 다카기촌이 정제 시행과 개칭으로 야모토정(矢本町)이 됨.(2정 17촌)
- 1941년 4월 1일 - 이소하마촌이 정제 시행과 개칭으로 오가쓰정(雄勝町)이 됨.(3정 16촌)
- 1955년
  - 3월 21일(5정 6촌)
    - 이노가와정·오카와촌·오야치촌·후타마타촌이 합병하여, 가호쿠정(河北町)이 발족.
    - 가노마타촌·마에야치촌·기타촌·스에촌·히로부치촌이 합병하여, 가난정(河南町)이 발족.
    - 모노촌·나카쓰야마촌이 합병하여, 모노정(桃生町)이 발족.

  - 3월 30일 - 하시우라촌이 모토요시군 주산하마촌과 합병하여 기타카미촌(北上村)이 발족.(5정 6촌)
  - 5월 3일(6정 1촌)
    - 오노촌·노비루촌·미야토촌이 합병하여, 나루세정(鳴瀬町)이 발족.
    - 야모토정·아카이촌·오시오촌이 합병하여, 새로이 야모토정이 발족.
- 1957년 4월 1일 - 모노정의 일부가 가난정에 편입.
- 1962년 4월 1일 - 기타카미촌이 정제 시행으로 기타카미정(北上町)이 됨.(7정)
- 2005년 4월 1일 - 아래의 변경으로 모노군이 소멸됨.
  - 야모토정·나루세정이 합병하여, 히가시마쓰시마시(東松島市)가 발족.
  - 河北町·오가쓰정·가난정·모노정·기타카미정이 이시노마키시·오시카군 오시카정과 합병하여, 새로이 이시노마키시(石巻市)가 발족.

## 참고 문헌
- 《가도카와 일본 지명 대사전》 편집위원회, 편집. (1979년 12월 1일). 《가도카와 일본 지명 대사전》. 4 미야기현. 가도카와 쇼텐. ISBN 4040010302.